# Erigone grandidens
Erigone grandidens är en spindelart som beskrevs av Tu och Li 2004. Erigone grandidens ingår i släktet Erigone och familjen täckvävarspindlar.
Artens utbredningsområde är Vietnam. Inga underarter finns listade i Catalogue of Life.